# Joachim von Heidenstam
Ernst Joachim Magnus von Heidenstam, född 17 april 1745 i Kiel, död 17 augusti 1803 i Stockholm, var en tyskfödd svensk läkare.
von Heidenstam blev student vid Uppsala universitet 1758 och medicine doktor där 1772. Han verkade först som särskilt utsänd epidemiläkare, därefter som fattigläkare i Stockholm, till han 1782 blev förste livmedikus och kort därefter vice præses i Collegium medicum, där han 1795 blev præses. Johan Fredrik Sacklén skriver att han var "högaktad för sina grundliga kunskaper, beprövade erfarenhet och goda hjärtas egenskaper".
Joachim von Heidenstam  tillhörde  ätten von Heidenstam. Han var son till Peter von Heidenstam i dennes första gifte. 